# The Men
The Men — панк-рок-группа из Бруклина, образованная в 2008 году.

## История
Записав несколько демо- и мини-альбомов, The Men выпустили дебютный альбом Immaculada (2010), за которым спустя год последовал их первый широко доступный диск Leave Home, получивший в основном положительный отклик в музыкальной прессе. На их следующем альбоме Open Your Heart, увидевшем свет 6 марта 2012 года, музыканты соединили элементы сёрф-рока, кантри и поп-музыки. Критики высоко оценили эту пластинку и сочли её более доходчивой по сравнению с предшественником. В 2012 году группа выступала на музыкальном фестивале South by Southwest, а в апреле сообщила, что приступает к работе над новым альбомом, который планирует выпустить весной 2013 года.

## Состав
- Марк Перро (Mark Perro) — вокал, гитара
- Ник Кьерикоцци (Nick Chiericozzi) — вокал, гитара
- Рич Самис (Rich Samis) — ударные
- Бен Гринберг (Ben Greenberg) — бас-гитара

## Дискография

### Альбомы
- Immaculada (2010)
- Leave Home (2011)
- Open Your Heart (2012)

### Мини-альбомы
- We Are the Men (2009)
- Campfire Songs (2013)